# Shari Springer Berman e Robert Pulcini
Shari Springer Berman (Nova Iorque, julho de 1964) e Robert Pulcini (Nova Iorque, 24 de agosto de 1964) são um casal de cineastas e roteiristas estadunidenses. Foram indicados ao Oscar de melhor roteiro adaptado na edição de 2004 pelo trabalho na obra American Splendor.

## Filmografia
- Off the Menu: The Last Days of Chasen's (1997)
- American Splendor (2003)
- Wanderlust (2006)
- The Nanny Diaries (2007)
- The Extra Man (2010)
- Cinema Verite (2011)
- Girl Most Likely (2012)
- Ten Thousand Saints (2015)